# Lancashire Amateur Football League
Lancashire Amateur Football League là một giải đấu bóng đá Anh thành lập năm 1899. Hiện tại giải gồm 7 hạng đấu – Premier, One, Two, Three, Four, Five và Six. Premier Division nằm ở cấp độ 13 trong hệ thống các giải bóng đá Anh.
Hai đội nhất bảng mỗi hạng đấu sẽ được lên chơi ở cấp cao kế tiếp và hai đội cuối bảng mỗi hạng phải xuống chơi ở cấp độ dưới. Hai đội thuộc cùng 1 CLB không được phép tham gia trong cùng một hạng đấu.

## Về giải đấu
Lancashire Amateur Football League (còn được biết với tên gọi LAL) thành lập năm 1899 bao gồm khoảng 40 CLB vận hành cho 100 đội bóng. Các CLB này tọa lạc ở xuyên suốt ranh giới cũ của Lancashire & Cheshire; kéo dài từ  Preston ở phía Bắc, Southport ở phía Tây, Rochdale và Oldham ở phía Đông và Lymm ở phía Nam.
Hạng đấu Premier League của giải là hạng đấu góp đội nằm trong kế hoạch cho trọng tài. Ủy ban Điều hành và Hội đồng Giải đấu được chọn bởi các CLB thành viên trong giải đấu. Mặc dù các CLB được quyền vận hành ít nhất 2 đội, giải đấu vẫn xem xét cho các CLB thi đấu thêm một đội nữa nếu họ đáp ứng được tiêu chuẩn về luật lệ, sân bãi, cơ sở vật chất, thi đấu công bằng và tiểu chuẩn trong việc tổ chức/quản trị. Giải đấu có chính sách nghiêm ngặt để điều hành số lỗi của cầu thủ (sử dụng hệ thống điểm) và các cầu thủ vi phạm quá nhiều sẽ không được đăng ký tham gia.
Đội bóng thành viên Old Boltonians đang chơi trên sân vận động được công nhận là sân lâu đời nhất vẫn còn sử dụng trên thế giới.

## Các CLB thành viên hiện tại
Các CLB thành viên mùa giải 2014–15 như sau:
| Premier Division             |
| ---------------------------- |
| Bury Grammar School Old Boys |
| Castle Hill                  |
| Failsworth Dynamos           |
| Horwich Victoria             |
| Howe Bridge Mills            |
| Little Lever Sports          |
| Mostonians                   |
| North Walkden                |
| Old Blackburnians            |
| Old Boltonians               |
| Old Mancunians               |
| Prestwich                    |
| Rochdale St. Clements        |
| Tottington United            |

| Division One                        |
| ----------------------------------- |
| Ainsworth                           |
| Blackrod Town                       |
| Bolton Wyresdale                    |
| Chaddertonians                      |
| Farnworth Town                      |
| Hesketh Casuals                     |
| Horwich Railway Mechanics Institute |
| Old Boltonians Dự bị                |
| Oldham Hulmeians                    |
| Roach Dynamos                       |
| Rochdale St.Clements Dự bị          |
| Rossendale                          |
| Tyldesley United                    |
| Wardle                              |

| Division Two                       |
| ---------------------------------- |
| Accrington Amateurs                |
| Ashtonians                         |
| Bury Grammar School Old Boys Dự bị |
| Digmoor                            |
| Failsworth Dynamos Dự bị           |
| Hindley Juniors                    |
| Little Lever Sports Dự bị          |
| Mostonians Dự bị                   |
| Old Blackburnians Dự bị            |
| Old Boltonians 'A'                 |
| Oldham Hulmeians Dự bị             |
| Radcliffe Town                     |
| Thornleigh                         |
| Whitworth Valley                   |

| Division Three            |
| ------------------------- |
| AFC Dobbies               |
| Bacup United              |
| Bolton Lads Club          |
| Castle Hill Dự bị         |
| Chaddertonians Dự bị      |
| Hesketh Casuals Dự bị     |
| Howe Bridge Mills Dự bị   |
| Old Mancunians Dự bị      |
| Prestwich Dự bị           |
| Radcliffe Boys            |
| Radcliffe Town Dự bị      |
| Rochdale St. Clements 'A' |
| Thornleigh Reserves       |

| Division Four                             |
| ----------------------------------------- |
| Accrington Amateurs Dự bị                 |
| Ainsworth Dự bị                           |
| Blackrod Town Dự bị                       |
| Bolton Wyresdale Dự bị                    |
| Farnworth Town Dự bị                      |
| Horwich Railway Mechanics Institute Dự bị |
| Horwich Victoria Dự bị                    |
| North Walkden Dự bị                       |
| Old Blackburnians 'A'                     |
| Old Mancunians 'A'                        |
| Rossendale Dự bị                          |
| Thornleigh 'A'                            |
| Wardle Dự bị                              |

| Division Five                    |
| -------------------------------- |
| Ashtonians Dự bị                 |
| Bolton Wyresdale 'A'             |
| Bury Grammar School Old Boys 'A' |
| Hesketh Casuals 'A'              |
| Lymm                             |
| Mostonians 'A'                   |
| Old Boltonians 'B'               |
| Oldham Hulmeians 'A'             |
| Radcliffe Town 'A'               |
| Rochdale St. Clements 'B'        |
| Tottington United Dự bị          |
| Tyldesley United Dự bị           |

| Division Six                            |
| --------------------------------------- |
| AFC Dobbies Dự bị                       |
| Bolton Wyresdale 'B'                    |
| Bury Grammar School Old Boys 'B'        |
| Horwich Railway Mechanics Institute 'A' |
| Little Lever Sports Club 'A'            |
| Lymm Dự bị                              |
| Old Blackburnians 'B'                   |
| Old Mancunians 'B'                      |
| Oldham Hulmeians 'B'                    |
| Radcliffe Boys Dự bị                    |
| Radcliffe Town 'B'                      |
| Thornleigh 'B'                          |
| Whitworth Valley Dự bị                  |